# 原千草
原 千草（はら ちぐさ、1993年1月10日- ）は、日本の元AV女優。ベルテックプロダクション所属。

## 略歴・人物
2010年に「京野ゆめ（きょうの ゆめ）」としてデビューした巨乳AV女優。所属事務所はSUGAR PRO。
2013年3月より「原千草」として活動している。
小学生の頃から、胸が大きかったことが示唆されている。初体験は15歳で、10代で野外プレイを経験しているほか、19歳でレズ経験もしたという。
業界入りの理由は「エロやエッチが好きなのは間違いなかったので、それだけを頼りに入ったんです」「もともと人と関わるのは得意じゃないけど、ファンの方を楽しませたい気持ちは強くて。そこが唯一、自分から発信できるエネルギー源なんですよね」と語っている。

## 出演作品

### アダルトDVD

#### 「京野ゆめ」名義
2010年
- 密着素人24時 3（11月5日、プレステージ）

2011年
- ゆきか（1月13日、無垢）※「ゆきか」名義
- いやらしい家庭教師 はじめてのアナル体験 2（2月7日、Be Free）
- ポニーテールで巨乳の女子校生は嫌いですか?（2月11日、I.B.WORKS）
- 究極サンドイッチFUCKスペシャル（3月13日、MOODYZ）
- アフター5はアヌス奴隷（3月19日、CROSS）
- コスプレ足コキ（5月13日、TMA）他出演:つぼみ、葵ぶるま、大沢美加、妃悠愛、絵色千佳、木下あげは、今村美穂

#### 「原千草」名義
2013年
- 中出し淫行 10（5月10日、フルセイル）
- Gカップのエロすぎる現役歯科助手デビュー（5月20日、ピーターズ）※「尾崎あかり」名義
- 恥ずかしいカラダ 巨乳女子大生ムチムチデビュー（5月25日、HMJM）
- イキ過ぎた着エロ 11（6月1日、MAGIC）
- 制服幼●と巨乳少女愛好家のSEX（6月7日、ロリ専科）
- どしろうとちゃんねる 2（6月11日、MAGIC）他出演:茜梨乃、早坂かな、西川りおん
- 卑猥な制服性交（6月13日、E-BODY）
- 引き締まった健康美体で引き立つ美乳 ボイン原千草ボックス（6月19日、ABC）
- 巨根痴漢（6月20日、ナチュラルハイ）他出演:脇阪エム ほか
- 新・素人娘、お貸しします。VOL.02（6月21日、プレステージ）
- 目が奪われる瞬間 vol.01（6月21日、MAGIC）他出演:永井優奈、茜笑美
- バラもショウユも書けないけど「蜜壺」なら漢字で書ける。（6月28日、BALTAN）
- お触り厳禁の女子校生洗体エステで思わず勃起してしまった僕。多感な年頃の彼女達は普段あまり目にする事のないビンビンの勃起チ○ポを前にヨダレをたらして物欲しそうに見つめながら、ついにはパンツをめくってしまい…（7月2日、DOC）他出演:南ほのか、比留間千沙、西川りおん
- 俺が50過ぎて再婚したのは、純真な連れ子の巨乳を揉みまくり犯したかったから…（7月6日、ヒビノ）
- 原千草の汗だく、種付け、ガチSEX（7月13日、HERO）
- 女子校生15人オマ○コ指入れぴちゃぴちゃ自画撮りオナニー vol.12（7月15日、プリモ）他出演:鈴村みゆう、牧瀬ひかり、山下優衣、笹宮あずさ、新里やこ、五十嵐純子、田村優衣、大桃りさ、向井百合子、元山はるか ほか
- 夢持ち素人応援企画 2 あなたの夢、支援させて頂きます!だから一回だけAV出演して下さい!（8月1日、プレステージ）他出演:愛原みほ、響セナ、雪本芽衣、斉木ゆあ
- 素人バカ3兄弟とAV女優との撮影旅行記（8月2日、クリスタル映像）
- 現役チアリーダー2名に卑猥な水着を着せ、超美巨乳のパイズリや汗が噴き出るほど激しい3Pを股間を中心としたアングルで膣内射精と共に楽しんだ。（8月2日、NON）他出演:吉永あかね
- 入院中の性処理を母親には頼めないから お見舞いに来た叔母にお願いしたら 優しい騎乗位でこっそりぬいてくれた 3（8月8日、ナチュラルハイ）他出演:桜ちずる ほか
- 部活中のJKの腋に発情してしまった俺（8月8日、AKNR）他出演:篠宮ゆり、月本るい
- 旦那としばらくご無沙汰で欲求不満若妻は、初めての産婦人科検診の問診だけでパンツにシミができてしまい、膣内触診では超敏感過ぎてマン汁どころかイキ潮までも吹いてしまう爆イキ妻!（8月8日、Hunter）他出演:雨宮琴音、琥珀うた ほか
- 首都圏援交BEST10時間（8月9日、フルセイル）他出演:愛音まひろ、葉月みお、南ちゆき、千花澪、篠めぐみ、河純ひなみ、晴海カンナ、朝香涼、千夏ともか、神河美音、南梨央奈、加奈めぐ、木村つな、板野有紀、白咲亜衣
- いいなり優等生 原千草 内気なアノ娘が自分の殻を破ったら…（8月9日、ドリームチケット）
- カラダが卑猥なオンナと性交（8月9日、ドリームチケット）他出演:瑞乃ありさ、かすみりさ、矢吹紗妃
- 人懐っこい姪っ子がムラムラした俺の前に…!!軽いイタズラのつもりでウワサのアノ薬を試したら激ギマリしてマンホジしながら俺に迫ってくるが正しい対処法を俺は知らない。（8月9日、NON）他出演:椿かなり、小出静香、大原友美、矢吹紗妃、彩城ゆりな
- 巨乳ホテルコンシェルジュの妄想ルームサービス（8月13日、マルクス兄弟）
- 彼女なら!彼氏のち○ぽ当ててみろ!! 巨乳素人娘が彼氏の前で恥辱の大量お漏らししてイキまくった!!（8月13日、はじめ企画）他出演:鶴田かな、星海レイカ、椿かなり ほか
- キミだけに語りかけ! ロリっ娘20人!オマ●コぴちゃぴちゃ指入れ自画撮りオナニー4時間DX vol.07（8月16日、ロリ専科）他出演:中谷美結、水野さやか、本澤朋美、小林るな、小泉ミツキ、南梨央奈、浅之美波、瞳、綾瀬ルナ、鈴村みゆう、蒼乃ミク、木崎実花、小西まりえ、加藤はるき、有本紗世、矢部ひまり、荒木まい、西園寺れお、天音こころ
- 家族に見つからないように優等生の受験生とやっちゃった家庭教師の俺（8月22日、AKNR）他出演:芹沢さくら、桜ちずる
- 家政婦に媚薬を飲ませたら効きすぎてアヘ顔でイキまくるほど犯されたがって困った 2（8月22日、ナチュラルハイ）他出演:向井恋、相沢恋
- 小便エステ 3（8月22日、稀有）他出演:秋元美穂、知花メイサ、松下ひかり、篠宮ゆり
- 壁越しでも聞こえてくる隣の奥さんの喘ぎ声を注意すると恥ずかしそうに謝りに来たので押し倒したら拒みつつも全身ビクビクでイキまくった（9月5日、ナチュラルハイ）他出演:上原志織、桜木えみ香
- 川の字で寝ていた姉が我慢できずに漏らす喘ぎ声を聞いて発情しだす妹 8（9月5日、ナチュラルハイ）共演:篠宮ゆり 他出演:岩佐あゆみ、鶴田かな、河愛雪乃
- 勃起センズリを見てた女が興奮してマンズリやりはじめて相互オナニー!からの〜…（9月6日、クリスタル映像）他出演:さくら悠、杏美月、馬場のぞみ、白鳥寿美礼、仲夏ゆかり、及川はるな
- ネバネバスペルマ 9（9月6日、精液本舗）
- パンストすけすけ同棲生活（9月15日、unfinished）
- イヤラシイ視線と胸元で顧客の勃起を誘う巨乳セールスレディー!!（9月19日、GARCON）他出演:水希杏、夕貴カレラ、黒沢那智
- ムチムチスケベ女とねっちょりスケベおじさん（9月19日、ドグマ）
- 婚約者が隣にいるのにブライダルエステ中に感じ始めた女（9月19日、AKNR）他出演:芦名ユリア、綾瀬れん
- 悩殺OLの魔性のフェラチオ（9月20日、SEX Agent）他出演:悠月舞、ひなた咲、藤田梨愛、辻井美穂
- カンパニー松尾 監督25周年特別企画 輝け!日本ハメ撮り大賞 2013 part.1（9月21日、HMJM）共演:春原未来、佐々木まお
- 中出しを教える家庭教師（9月25日、本中）
- 美少女メイドが御奉仕します!（9月27日、TMA）共演：朝比奈みくる、篠宮ゆり
- シェリー早川 クンニ地獄編/討伐編/凌辱編/乳首責め編（9月27日、GIGA）
- 「女の口は嘘をつく。」 雌女ANTHOLOGY #122（10月4日、アウダースジャパン）
- 敏感巨乳2名を揉みクチャにしながらガン突きしてヒィヒィ言わせるほど濃厚なSEXを楽しんだ。（10月4日、NON）他出演:西川りおん
- 非ヌキ系サロン 洗体エステで勃起しちゃった僕。11（10月10日、AKNR）他出演:芹沢さくら、早乙女らぶ、高梨あゆみ
- バイトの中で一番カワイイあの娘とやっちゃった俺 3（10月10日、AKNR）他出演:瀬戸ひまり、乙葉ななせ、綾瀬れん
- 街を歩いている素人の女の子を捕まえて、勃起したチ●ポをセンズリしているのをダラダラ見せ続けたら… 2（10月11日、BAZOOKA）他出演:西川りおん、湊莉久、桜木えみ香 ほか
- 縛られたがる女子校生（10月11日、REAL）
- 『射精だけでもしていきなさい！』妻も母親も家族公認 通勤、通学前の忙しい朝専用宅配手コキ「朝射精サービス」（10月24日、ROCKET）共演:春原未来
- オマンコしたがり女の秘密  原千草（10月30日、MARRION）
- オール撮って出し！ムッチリ爆乳中出しナンパSPECIAL OL編（11月1日、Fitch）他出演:西川りおん、彩 ほか
- 脱ぎたての汚れたパンツ「脱ぎたての汚れたパンツ」買い取りますのであなたの恥ずかしいトコロをじっくり見せてください！（11月12日、DOC）※「ちぐさ」名義
- 射精を限界まで我慢するディープ手コキ（11月15日、セックスエージェント）他出演:雪本芽衣、持田美琴、麻生ゆう、栗原ゆん、浜崎るみ、芹野莉奈、ひなた咲
- 巨乳レズ団地妻 原千草×北川エリカ（11月19日、レズれ）共演：北川エリカ
- イキ過ぎた着エロBEST8時間 2（12月3日、MAGIC）他出演:皇メイサ、桜咲舞花、星海レイカ、星野来夢、椿すず
- 絶対に手を出してはいけない相手を夜這いしちゃった俺 7（12月5日、アキノリ）他出演:滝川かのん、星川麻紀、百田まゆか
- だまされた無垢な田舎娘 シロムチ巨乳女子大生上京オイルマッサージ（12月13日、LEO）※「ちぐさ」名義 他出演:西川りおん、小泉真希
- マシーンディルドー自慰（12月13日、マルクス兄弟）他出演:HIKARI、綾瀬みなみ、音無かおり、今村楓、青山沙希、村上涼子、美咲結衣、篠宮ゆり、月城あいか
- 貸切露天風呂で夫の前で犯される人妻レイプ（12月27日、青空ソフト）

2014年
- 猥褻便所 in Tokyo 原千草（1月10日、ワープエンタテインメント）
- 愛する人の目の前で寝盗られレイプされた女たち 4時間（1月10日、TMA）出演者多数
- ワケあり回春マッサージ 〜カラダで稼ぐ人妻達〜 6 Special 8時間（1月10日、ケイ・エム・プロデュース）出演者多数
- かけおち女子校生レズ 原千草 みなみ愛梨（1月13日、U＆K）共演：みなみ愛梨
- レズWキャスト 4 成宮ルリ×原千草（1月23日、ディープス）共演:成宮ルリ
- 家族にバレないように兄嫁を縛っちゃった俺（1月23日、アキノリ）他出演:綾瀬れん、椎名ゆな
- お姉さんの巨尻が猥褻過ぎて悩殺で秒殺！！ 原千草（1月31日、MARRION）
- 小一時間チンポをいぢくり倒されて寸止めされまくった僕。原千草（2月19日、ドグマ）
- ムレたパンストで股間を挑発する美脚OL（2月20日、SOSORU）共演：春原未来、佐々木恋海、通野未帆
- 自主映画のモニターとだまして、素人の人妻にAV鑑賞させて中出ししちゃいました。6（2月25日、ビッグモーカル）出演者多数
- ワンズファクトリー2013年 下半期 総集編 （3月1日、ワンズファクトリー）他出演:つぼみ、桜井あゆ、工藤美紗、椎名ゆな、結城みさ、西條るり、秋野千尋、上原亜衣、鶴田かな、尾上若葉、三浦恵理子、倉多まお、飯岡かなこ、板野有紀、湊莉久、成宮ルリ、琴音さら、仲丘たまき、雪本芽衣、水樹りさ、保坂えり、西川りおん、河愛雪乃 他
- ハメ撮りSEXドキュメント プライベート本気汁 原千草（3月1日、蜜月）
- AVの撮影現場で家族全員まさかの鉢合わせ！秘密にしていたAVのお仕事がバレちゃった！ 家族騒然！一家全員AV関係者！ 父と娘が！息子と母が！姉と弟が！ヤルこと全てが近親相姦！家庭崩壊！？史上最悪の一日（3月20日、ATOM）共演：YANAMO、あすか光希、大塚れん
- めかくし 「感覚遮断」 押し寄せる興奮と快感で絶頂を迎える女子 原千草 篠宮ゆり（4月1日、FAプロ）共演:篠宮ゆり
- 男の乳首はクリトリス チクビで感じてなぜ悪い 原千草（4月1日、妄想族）
- おま●こ好きなスケベェな女の子8人の超濃厚セックス4時間（4月11日、NON）他出演:吉永あかね、西川りおん、天音こころ、大桃りさ、大原友美、百田まゆか、さくら悠
- 女のカラダは腰使いで決まる！ スーパー・ベスト・コレクション 8時間special 2（4月11日、メディアステーション）出演者多数
- スペルマ中毒吸盤バキュームくちびる交尾（4月19日、CROSS）他出演:百合川さら、黒川ゆら、保坂えり、春日もな
- セレブ巨乳人妻 寝取られアロマエステ 2（5月1日、変態紳士倶楽部）
- 挿入にあわせて激しくゆれるおっぱいと4時間も交尾。（5月9日、ドリームチケット）他出演:百合川さら、春日もな、黒川ゆら
- 催眠【赤】DX 61 スーパーコンプリート編 原千草（5月15日、アウダースジャパン）
- 酔って騒いでナマ乱交 ② 酔いが冷めるまでヤるっ！！（5月23日、プレステージ）
- リメイクシリーズ おじいちゃん大好き！隣の淫乱娘 原千草（5月25日、ながえスタイル）
- 続・あなたのお部屋に素人娘お貸しします。3 あなたのいいなりになってエッチな夢叶えてあげる。（6月3日、GALLOP）他出演:長谷川ミク、あいかりん、一世あみ、川口さくら
- 全裸シェアハウス ゆずる君のHな共同生活（6月5日、グローリークエスト）共演:通野未帆、橘ひなた、栗山朋香
- M・ザーメン・トランス 原千草（6月5日、ワープエンタテインメント）
- ナニされても絶対、寝てなきゃダメ！！（6月6日、ワープエンタテインメント）他出演:星川麻紀、西條るり、小森愛、桜井あゆ、板垣あずさ、椎名ゆな、桜木郁、成宮ルリ
- ドグマ2013下半期作品集（6月19日、ドグマ）出演者多数
- 図書館で童貞男子のキ●タマが空っぽになるまで真顔で精子をヌキ尽くすド変態キャリアウーマン（6月19日、ATOM）共演:芦名ユリア、塚田詩織、愛原ゆあ、上原りな
- ケツ穴めくれ返り悶絶交尾！極太ブッ込みドテクリ肉ド拡張アクメ！ぬるぬるオメ肉超ナマ中出し！激ヤバ全盛り8時間（6月19日、CROSS）他出演:百合川さら、新井エリー、春日もな、小西まりえ、保坂えり、水樹りさ、南のりか、成宮ルリ、美咲結衣、黒川ゆら、倉科つばめ、島崎りか
- 爆乳限定！馬乗りマウントポジションパイズリ特選集 4時間 30名（6月19日、ABC）他出演:恵けい、JULIA、大月まゆか、一ノ瀬ルカ、桜木莉愛、美月優芽、美月しのぶ、野口マリヤ、栗崎紗理奈、吉永あかね、風音りん、希本なつ美、南條ユナ、弓束チハヤ、望月マリア、末木ゆりは、荒木りな、塚田詩織、鈴村いろは、西田琴音、青葉ゆな、漣ゆめ、永瀬里美、Conomi、岸杏南、小西麻琴、小泉麻由、小島優花、小倉ゆず
- 爆乳限定 夜這い4時間 ②（6月19日、ABC）他出演:優花めぐみ、栗崎紗理奈、大島あいる、美月しのぶ、吉永あかね、夢野怜子、入江愛美、弓束チハヤ、ももい理乃、荒木りな、南條ユナ、彩、小宮涼菜、鈴村いろは、水樹まいか、春日もな、塚田詩織、永瀬里美、Conomi
- ネバネバスペルマ18 ラッシャーみよしが主催するネバネバごっくん祭り（6月20日、精液本舗）他出演:大堀香奈、桜井あゆ、竹内紗里奈、加藤ツバキ、大石美咲、白鳥ゆな、澄川ロア、大槻ひびき、東尾真子、朝倉ことみ、水澤まお、青山亜美、花穂、眞木あずさ
- キミだけに見せつける！スケベな女10人！！マ○コ指入れ濃厚精子でグチョグチョオナニー！！（6月25日、本中）他出演:乙葉ななせ、水城奈緒、塚田詩織、愛乃なみ、椿くるみ、上原亜衣、篠宮ゆり、松井加奈、保坂えり
- 淫交尻娘 10  〜エロ尻娘のドスケベ補習〜 原千草（6月25日、デジタルアーク）
- 私を見つめて激しくイッて スケベ主観スペシャル8時間 （7月1日、ワンズファクトリー）他出演:つぼみ、結城みさ、波多野結衣、沖田杏梨、葵こはる、桜井あゆ、友田彩也香、上原保奈美、椎名ゆな、倉多まお、乃亜、保坂えり、成宮ルリ、水樹りさ、星野あかり、工藤美紗、澤村レイコ、川上ゆう
- 盗聴器Gメン 美人妻のお宅に「盗聴器が仕掛けられているので今なら無料で発見します」と謳い仕組んだ罠で弱みを握り旦那が帰ってくる前にハメる（7月1日、変態紳士倶楽部）
- 共同便所で一緒になった男に声かけて即ズボするOLたち（7月1日、プレステージ）他出演:百合川さら、吉川いと、北川杏樹
- 弓なりのけ反りFUCK50人 8時間（7月13日、E-BODY）他出演:小倉多絵、森咲みお、百合川さら、青葉優香、西條るり、今村なつ、西川りおん、滝川ソフィア、入江愛美、尾上若葉、奥田咲、愛実れい、高橋エミリー、秋野千尋、永作ゆう美、本田岬、赤井美月、青葉ゆな、鳥井美希、保坂えり、月本るい、椎名まりな、芦名ユリア 他
- 超乳！爆乳！大迫力！乳揺れ騎乗位 100名（7月19日、ABC）出演者多数
- シロウト動画.com 14（7月19日、フルセイル）出演者多数
- レズれ！ 祝 1周年記念 初めてのベスト4時間（7月19日、レズれ）他出演:上原亜衣、乙葉ななせ、春原未来、結城みさ、有村千佳、矢沢りょう、北川エリカ、桜井あゆ、鈴村みゆう、竹内紗里奈、加納綾子、北条麻妃、音無かおり、風間ゆみ、彩城ゆりな、木村つな、南梨央奈、宮下つばさ、伊織しずく
- 現役女子大生 学生寮に男を連れ込み中出しヤリ放題 原千草（7月19日、OPPAI）
- SOSORU厳選 働く素敵なお姉さんの顔面騎乗フェラチオ（7月24日、SOSORU）出演者多数
- 100人の巨乳 DX8時間（7月25日、ケイエムプロデュース）出演者多数
- ザ・中出し100人8時間（7月25日、ケイエムプロデュース）他出演:愛須心亜、椎名ゆな、葵こはる、神波多一花、北条麻妃、さとう遥希、武藤つぐみ、皆瀬ふう花、宮野瞳、篠宮ゆり、篠田ゆう、有村千佳、上原亜衣、宇佐美なな、板野有紀、川越ゆい、枢木みかん、青井いちご、平山こずえ、小西まりえ、尾上若葉、木下若菜 他
- どしろうとちゃんねる BEST Selection 8時間（8月1日、MAGIC）出演者多数
- Lord of Walkure×MOODYZコラボ企画 原千草（8月1日、MOODYZ）
- オッパイはでっかい方が絶対イイっ！巨乳美女たちのSEX 4時間（8月1日、ワンズファクトリー）出演者多数
- リケジョの美人リーダーが開発した新薬は、超絶媚薬だった！？（8月8日、クリスタル映像）共演：辻井ゆう
- 密着する唇と性器 ディープキスファック40人（8月13日、E-BODY）出演者多数
- お掃除ごっくん家政婦 原千草（8月13日、MOODYZ）
- 最大Lカップ 時代を彩る爆乳女優大集結 パイズリ狭射100名（8月19日、ABC）出演者多数
- SEX by HMJM ハマジムベスト12 6時間（8月30日、HMJM）他出演：成宮ルリ、沖田杏梨、夏目りょうこ、湊莉久、みなせ優夏、西條るり、今井乃愛、結城みさ、堀内美希、仁科百華、桜木えみ香、立川理恵、知花メイサ、長谷川玲奈
- JKお漏らしお掃除クンニ（9月5日、OFFICE K’S）他出演:生駒はるな、萌芭、相沢恋、長瀬涼子
- JKしょんべんブチまけダンス 2（9月5日、OFFICE K’S）他出演:生駒はるな、萌芭、蓮美、桜井舞、星まりあ
- ノーカット真性中出し大乱交　原千草（9月13日、 MOODYZ）
- 顔面騎乗足コキ（9月19日、OFFICE K’S）他出演:有本紗世、小西まりえ、相沢恋、星まりあ
- ガン見淫語責め（10月17日、OFFICE K’S）他出演: 沙藤ユリ、小西まりえ、尾島みゆき、有本紗世、春日野結衣
- 生徒に自宅を乗っ取られた若妻女教師 美人妻が奴隷ペットと化す3日間の凌辱劇　原千草（11月1日、ワンズファクトリー）
- ふたなり×ふたなり 大量射精＆大量潮噴き ふたなりが当たり前の世界の撮影現場はメチャメチャ過ぎてもう大変っ！ 有村千佳　原千草（11月19日、ROOKIE）共演:有村千佳
- 巨乳限定！高画質中出し8時間（11月19日、OPPAI）他出演:北乃ちか、吉永あかね、菜月アンナ、JULIA 、Hitomoi、星咲優菜、立川理恵、野宮さとみ、杏美月、尾上若葉、川菜美鈴、保坂えり、浜崎真緒、波多野結衣、めぐり、枢木みかん、ももい理乃
- 借金家族 娘を他人に抱かせました。 原千草（11月25日、ながえスタイル）
- おじさんがイイコト教えてあげるよ。でも、ナイショだよ！　原千草（11月28日、ユープランニング）
- 誘うオンナ～気になるあの子を露骨に誘う痴女ビアン！～（12月13日、U＆K）共演:岸杏南　他出演:広瀬奈々美、保坂えり、星川ひなこ、木島すみれ

2015年
- Best of 原千草（1月23日、アウダースジャパン）
- 真・時間が止まる腕時計パート3 携帯ショップ編（2月5日、 ROCKET）共演:波多野結衣、篠宮ゆり
- JKうねるバイブぶっ刺し腰くねオナニー 3（3月6日、OFFICE K’S）他出演:桜井心菜、真島かおる、小宮山ゆき、速水優香
- スパルタ小便病棟（3月6日、OFFICE K’S）共演:小宮山ゆき、真島かおる、桜井心菜、逢沢るる、星川麻紀、みおり舞
- 女性客を酔わせて喰いまくるレズ連れ出しエステティシャン（3月15日、ピーターズ）他出演:加納綾子、佐伯かのん、相沢恋　他
- 淫尿フェラチオ（3月20日、OFFICE K’S）他出演:速水優香、桜ゆい、鈴森汐那、小宮山ゆき、白井まい
- 時間を止められちゃった俺（3月20日、OFFICE K’S）他出演:白咲碧、みおり舞、星川麻紀、小宮山ゆき
- サテン射精 2（4月5日、フリーダム）共演:碧しの、竹内真琴、杉崎絵里奈、武藤あやね
- 常にオマ○コくぱぁ オカズだらけのマンビラ御開帳オフィス（4月9日、ROCKET）共演:雨宮真貴、松下美雪、七海りこ
- 中出し人妻不倫旅行40（7月25日、ビッグモーカル）
- レイプ 陵辱 監禁 調教 結局、毎回、膣内射精。（8月1日、FAプロ）
- 拘束 デカ尻・ムッチリボディ（9月19日、ドグマ）
- 夫がいるのに全穴中出し 初アナルファック（12月8日、ダスッ！）

2016年
- 綺麗な顔してデカ尻！隣人は小悪魔淫乱妻（1月22日、みるふぃーゆ）
- プラチナガール 千草ちゃん20才（4月25日、ハイウェイスター）
- キャットウォーク ポイズン 146 無修正はじめました（6月2日、キャットウォーク）
- メルシーボークー 17 メルシーボークー年間売上ランキング2016 Top 20（12月20日、メルシーボークー） 他出演：水谷心音, 篠田あゆみ, 有賀ゆあ, 西川ゆい, みほの, 越川アメリ, 朝桐光, 折原ほのか, 翼みさき, 七瀬ともか, 葵千恵, 高山玲奈, 牧村ひな, あかね杏珠, 西川ちひろ, 月野美羽, 羽鳥みか, 美神あや, 宮崎愛莉

2018年
- メルシーボークー 23 極上娘鬼イカセ（5月17日、メルシーボークー）

### 動画配信
2016年
- Debut Vol.28 ～ちぐちぐのふわふわFカップ～（6月3日、カリビアンコム）
- ダイナマイト（7月2日、カリビアンコム）

2018年
- 極上娘鬼イカセ（5月17日、av9898）

## デジタル写真集・コスプレROM
- 千草コレクションvol.01 ラブラ○ブ！ 2014年5月5日 - ウェイバックマシン
- 千草コレクションvol.02 風の谷間のナ○シカ 2014年5月5日 - ウェイバックマシン
- 千草コレクションvol.03 Ｚガ○ダム 2014年5月5日 - ウェイバックマシン
- 千草コレクションvol.04 艦○れ愛宕 2014年5月5日 - ウェイバックマシン